# Wilhelm Pannier
Wilhelm Pannier (* 26. September 1931 in Berlin; † 31. Juli 2025 auf Amrum) war ein deutscher Journalist.

## Leben
Von Oktober 1973 bis Juli 1991 war Pannier als Nachfolger von Malte-Till Kogge Chefredakteur der Tageszeitung B.Z. Pannier hörte 1989 mit den Kollegen vom Spätdienst die Sensation von der Maueröffnung in Berlin. Sofort schickte er mehrere Reporter an die Grenzübergänge. Sein Nachfolger als Chefredakteur der B.Z. wurde im August 1991 Claus Larass. 
Pannier war verheiratet und hatte zwei Kinder. Er verstarb im Juli 2025 im Alter von 93 Jahren.